# Kalkas

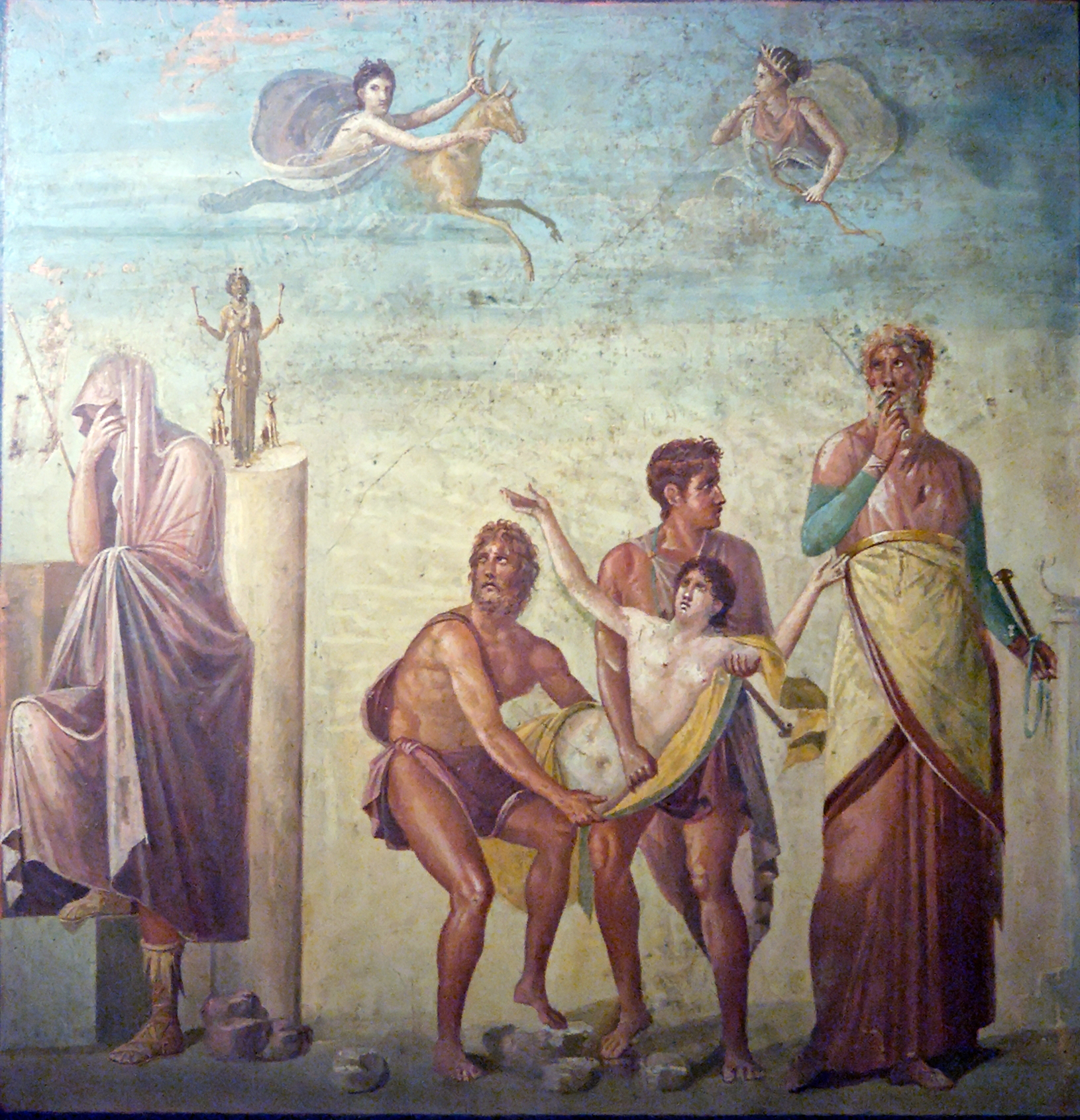
På bilden ser man Kalkas längst till höger

Kalkas var i grekisk mytologi en siare i Agamemnons här i slaget vid Troja.